# Neuere russische Literatur
Die Periode der Neueren russischen Literatur fängt im 17. Jahrhundert an. Neue Gattungen wie die syllabische Lyrik, eine abstrakte Dramatik oder auf dem Gebiet der Prosa anekdotische Erzählungen, satirische Novellen, Abenteuer- und Schelmenromane beginnen die bisherige von Hagiographie, Predigten und Chroniken dominierte Literatur zu verdrängen.
Mit der „Europäisierung“ Russlands durch Peter den Großen, die in Wirklichkeit eine „Westeuropäisierung“ war, wird der Einfluss der westeuropäischen Literaturen, namentlich der deutschen, französischen, italienischen und englischen, vorherrschend. Der von Peter dem Großen mittels der Rangtabelle geschaffene neue Adel wird zu einer neuen, breiten Bildungsschicht, die vorerst auch die literarischen Entwicklungen trägt. Im Laufe des 18. Jahrhunderts werden in der Literatur die westeuropäischen Einflüsse an die russischen Verhältnisse und an die russischen Literatursprache, die sich dabei erst herausbildet, angepasst und so entsteht in dieser Zeit eine eigenständige russische Literatur, die mit Puschkin ihren Höhepunkt erreicht und zu einer der großen europäischen Literaturen wird.
Wichtig für die Schaffung einer theoretischen Grundlage für diesen Prozess waren in der ersten Hälfte des 18. Jahrhunderts Wassili Tredjakowski und Michail Lomonossow. Tredjakowski übernahm aus der Poetik des französischen Klassizismus die Einteilung in Lyrik, Epik und Dramatik. Lomonossow, der als wichtigster Reformer der russischen Schriftsprache gilt, definierte die Sprachstile, die den einzelnen Gattungen entsprechen sollten.
In der zweiten Hälfte des 18. Jahrhunderts führte Nikolai Karamsin über die Arbeit an seiner Kunstprosa die Reform der Schriftsprache weiter. So entstand, vor allem beeinflusst von der französischen Sprache und vom französischen Denken, bald eine Sprache, die allen Ansprüchen einer Literatursprache genügen konnte.
Die Eigenheiten dieser Sprache zur Geltung zu bringen, gelang Iwan Krylow in seinen Fabeln, die teils Übersetzungen der Fabeln von La Fontaine, teils eigene Schöpfungen waren.
Die erste Hälfte des 19. Jahrhunderts gilt als das Goldene Zeitalter der russischen Literatur. Die zentrale Gestalt dieser Epoche, die alle anderen Dichter (Schukowski, Batjuschkow, ...) überragte, war Alexander Puschkin, der bis heute als der größte und wichtigste Dichter Russlands angesehen wird. In seinen Gedichten, Oden und Dramen brachte er eine umfassende Kenntnis der europäischen Literaturen in die Beschäftigung mit Stoffen aus seinem russischen Umfeld (russische Geschichte, russische Märchen,...) ein. Mit dem Versroman Eugen Onegin schrieb Puschkin den ersten großen russischen Roman. Nicht nur durch die hier erstmals eingeführte Figur des „überflüssigen Menschen“ sollte der Roman noch Generationen von Schriftstellern beeinflussen.

Diese zentrale Gestalt der russischen Literatur des 19. Jahrhunderts tritt auch im Roman Ein Held unserer Zeit von Michail Lermontow auf, der u. a. durch die Übernahme romantischer Ideen zu neuen Ausdrucksmitteln fand.
Auch Nikolai Gogol war von den europäischen Romantikern – vor allem von E.T.A. Hoffmann – beeinflusst, gab dessen grotesk-mystischem Stil aber eine stark russische Prägung. In Werken wie Der Revisor, oder Die toten Seelen zeichnete er ein satirisches Bild der russischen Gesellschaft in der Provinz. In seinen Petersburger Novellen karikiert Gogol die verschiedenen Mitglieder der damaligen Gesellschaft vor dem Hintergrund der Hauptstadt. Gogols Einfluss auf die russische Literatur lässt sich am besten mit dem Dostojewski-Zitat belegen, in dem sich dieser auf die Erzählung Der Mantel, die berühmteste der Petersburger Novellen, bezieht: Wir sind alle aus dem Mantel hervorgegangen.

## Russischer Realismus
In den 1840er Jahren beginnt mit dem ersten Auftreten der großen Schriftsteller Iwan Turgenew, Iwan Gontscharow, Michail Saltykow-Schtschedrin, Fjodor Dostojewski und Lew Tolstoi die Epoche des Russischen Realismus, in der der Roman zur dominierenden Gattung wird. 
Die Literatur dieser Epoche nimmt großen Anteil an den sozialen Umbrüchen der Zeit. Die Schriftsteller sehen es als ihren Auftrag, die soziale Situation ihrer Zeitgenossen zu schildern und mit den ihnen zur Verfügung stehenden Mitteln auch zu beeinflussen. Literaturzeitschriften werden zum wichtigen Forum für politische und wissenschaftliche Debatten. Träger dieser stark publizistisch geprägten Literatur ist die neue soziale Gruppe der Intelligenzija: Menschen unterschiedlicher Herkunft, die von der direkten Teilnahme an politischen Entscheidungsprozessen ausgeschlossen sind und deshalb versuchen, trotz der Zensur auf die Geschicke des Landes Einfluss zu nehmen. Es beginnen nun also auch Nicht-Adlige in der Literatur eine Rolle zu spielen. Wichtige Themen sind die Situation der leibeigenen Bauern sowie die Stellung Russlands gegenüber dem Westen. Nach dem Auftrieb durch politische Erfolge, wie z. B. in den Napoleonischen Kriegen, und europaweit anerkannten kulturellen Leistungen in Literatur, Musik, Kunst und Architektur, wurde die These von der kulturellen Überlegenheit Westeuropas, wie sie von Pjotr Tschaadajew in seinen Philosophischen Briefen vertreten wurde, immer mehr in Frage gestellt. Es kristallisierten sich die Positionen der Westler und der Slawophilen heraus. Das Ringen zwischen diesen beiden Positionen wurde zu einem wichtigen Element nicht nur des literarischen Diskurses.